# Preston-le-Skerne
Preston-le-Skerne – wieś w Anglii, w hrabstwie Durham. Leży 19 km na południe od miasta Durham i 357 km na północ od Londynu.